# 定家小本
『定家小本』（ていかこほん）とは、藤原定家が著した和歌や『源氏物語』の解釈などに関する覚え書きからなる小冊子である。

## 概要
本書は、誰かに読まれ、公表され、書写されていくことを前提とした「完成した書物」ではなく、他見や公開を予想しなかった自身のためだけのメモ的性格の小冊子であると見られている。「定家自筆本」と伝えられる白紙5葉を含む全26葉からなる唯一の写本が現存しており、写本全体のおおよそ三分の一程度が定家の自筆と認められる。本写本そのものに外題や内題は無く、奥書や跋文といったものもない。三重の箱に入れられており、外箱と中箱の表に「定家小本」と、中箱の箱蓋に「定家小本 紙数弐拾六枚」と記されている。本写本は加賀藩前田家の旧蔵で、1925年（大正14年）9月の前田家書画売り立てによって前田家を離れ、当時の著名な収集家のひとりであった益田孝の所蔵となり、第二次世界大戦後、他の個人所蔵家のもとに移っている。現在は天理大学附属天理図書館の所蔵となっており、天理図書館2階展示室で開催された展覧会で一般公開されたことがある。

## 内容
内容面から本書を見ると、本書は和歌について記した「和歌の部」（37面）と、『源氏物語』や『大和物語』などの解釈について記した「雑記の部」（11面）とに分けることができる。（吉田幸一は冒頭部分をさらに別の「式子内親王（久安5年（1149年） - 建仁元年1月25日（1201年3月1日））に関する覚え書き」として別に分けている。）しかしながら、このような区分はあくまで便宜上のものであって写本そのものに明確な章立てが存在するわけではなく、定家自身にそのような区別を行う意識があったのかは不明である。
「和歌の部」は定家が編纂に参加した勅撰和歌集である『新古今和歌集』のための下書きとしての性格をもっていると見られ、定家自身の歌4首を含めて157首が記されている。『万葉集』や『古今和歌集』などから引かれた歌もあるものの、『古今和歌六帖』から引かれた歌が百首以上と特に多いことが指摘されている。
「雑記の部」の中の『源氏物語』の解釈に関する部分は、現在定家による『源氏物語』の注釈書として残る『奥入』に近く、かつ『奥入』よりも簡単で原初的な形態を残しているものと考えられている。またその内容は池田亀鑑が「第一次奥入」よりも後に成立したとされてきた「第二次奥入」により近いものであるため、「第一次奥入」と「第二次奥入」の成立した順序が池田の考えたものとは逆なのではないかとする説の根拠ともなっている。

## 複製・翻刻・影印
複製・翻刻
- 呉文炳『定家珠芳』理想社、1967年（昭和42年）7月。

翻刻
- 待井新一「翻刻　定家小本」紫式部学会編『古代文学論叢 第6輯 源氏物語とその影響 研究と資料』武蔵野書院、1978年（昭和53年）3月、pp. 285-322。

影印
- 「定家小本」天理大学附属天理図書館編集『新天理図書館善本叢書　6　定家筆古記録』天理大学出版部、八木書店（発売）、2015年（平成27年）8月、pp. 113-170。 ISBN 978-4-8406-9556-5